# Watsonarctia flavescens
Watsonarctia flavescens là một loài bướm đêm thuộc phân họ Arctiinae, họ Erebidae.